# (33707) 1999 LW8
1999 LW8 (asteroide 33707) é um asteroide da cintura principal. Possui uma excentricidade de 0.10631290 e uma inclinação de 10.84765º.
Este asteroide foi descoberto no dia 8 de junho de 1999 por LINEAR em Socorro.